# Cal Moliner (Vilanant)
Cal Moliner és una casa de Vilanant (Alt Empordà) inclosa a l'Inventari del Patrimoni Arquitectònic de Catalunya.

## Descripció
Situada al sud del nucli urbà de la població de Vilanant, dins l'entramat del veïnat de Taravaus, formant cantonada entre la plaça de l'Era i el carrer del Manol.
Edifici cantoner de planta més o menys rectangular, amb la coberta de teula de dos vessants i distribuït en planta baixa i dos pisos. Presenta un terrat situat a l'extrem de llevant de la coberta, delimitat per una barana de ferro i obra. La façana principal, orientada a la plaça, presenta un portal d'accés rectangular amb els brancals bastits en carreus de pedra desbastats i la llinda plana de fusta. A l'altre extrem del parament hi ha una finestra quadrada emmarcada en pedra. Al primer pis, damunt del portal, hi ha un balcó exempt amb la llosana motllurada i la barana de ferro treballat. El finestral de sortida és rectangular, amb els brancals bastits amb carreus de pedra ben desbastats i la llinda plana monolítica gravada amb les inicials “P M” i l'any 1900. Al costat hi ha un altre balcó exempt de les mateixes característiques, amb el finestral de sortida amb l'emmarcament arrebossat decorat amb motius vegetals, a mode de guardapols. També hi ha una finestra decorada de la mateixa manera que el finestral del balcó. La segona planta presenta dues finestres també decorades i un rellotge de sol pintat al bell mig del parament. Adossat a la façana de ponent de l'edifici hi ha un cos rectangular amb teulada de dos aiguavessos, precedit per un volum de planta irregular cobert per una terrassa al nivell del segon pis. Aquest volum presenta, a la planta baixa, una obertura d'arc rebaixat bastida en maons que dona accés a l'interior. Al primer pis destaca una galeria d'arcs de mig punt sostinguda per pilars, i delimitada per baranes d'obra individuals. El nivell es tanca amb una cornisa motllurada i decorada damunt la que s'assenta una barana d'obra.
La construcció està bastida en pedra sense treballar disposada regularment i lligada amb morter. L'aparell només s'observa a la planta baixa donat que als pisos superiors està arrebossat i pintat.